# Agorius
Genre
Agorius est un genre d'araignées aranéomorphes de la famille des Salticidae.

## Distribution
Les espèces de ce genre se rencontrent en Asie du Sud-Est, en Mélanésie et en Chine.

## Liste des espèces
Selon World Spider Catalog (version 21.0, 10/07/2020) :
- Agorius baloghi Szűts, 2003
- Agorius borneensis Edmunds & Prószyński, 2001
- Agorius cinctus Simon, 1901
- Agorius constrictus Simon, 1901
- Agorius formicinus Simon, 1903
- Agorius gracilipes Thorell, 1877
- Agorius hyodoi Yamasaki, 2020
- Agorius kerinci Prószyński, 2009
- Agorius lindu Prószyński, 2009
- Agorius marieae Freudenschuss & Seiter, 2016
- Agorius saaristoi Prószyński, 2009
- Agorius semirufus Simon, 1901
- Agorius tortilis Cao & Li, 2016

## Publication originale
- Thorell, 1877 : Studi sui Ragni Malesi e Papuani. I. Ragni di Selebes raccolti nel 1874 dal Dott. O. Beccari. Annali del Museo Civico di Storia Naturale di Genova, vol. 10, p. 341-637  (texte intégral).